# Copa ULEB 2002-03
La temporada 2002-03 de la Copa ULEB (la segunda competición de clubes de baloncesto de Europa) fue la temporada inaugural de la Copa ULEB. Se disputó del 22 de octubre de 2002 al 24 de abril de 2003 y la organizó la Unión de Ligas Europeas de Baloncesto (ULEB).

## Formato de la competición
Para esta temporada la competición contiene 24 equipos en la fase de grupos. Hay 4 grupos, cada uno con 6 equipos. Los 24 equipos se clasificaron directamente a la Copa ULEB. Los cuatro mejores equipos de cada grupo de la fase de grupos avanzan a los octavos de final. En esta fase se juega en un formato de ida y de vuelta, determinada por un marcador global. El equipo mejor clasificado del fase de grupos juega el segundo partido de la serie en casa. Los 8 ganadores de los octavos de final avanzarán a los cuartos de final. En esta fase se juega en un formato de ida y de vuelta, determinada por un marcador global. El equipo mejor clasificado de la fase de grupos juega el segundo partido de la serie en casa. 
Los 4 ganadores de los cuartos de final avanzarán a las semifinales. En esta fase se juega en un formato de ida y de vuelta, determinada por un marcador global. El equipo mejor clasificado de la fase de grupos juega el segundo partido de la serie en casa. Los dos últimos equipos restantes avanzan a las Finales. En esta fase se juega en un formato de ida y de vuelta, determinada por un marcador global. El equipo mejor clasificado de la fase de grupos juega el segundo partido de la serie en casa.

## Equipos
| Campeón | Subcampeón | Semifinales | Cuartos de final | Octavos de final | Fase de grupos |

| País                | Equipos | Equipos                   | Equipos                | Equipos      |
| ------------------- | ------- | ------------------------- | ---------------------- | ------------ |
| España              | 5       | Adecco Estudiantes        | Caprabo Lleida         | DKV Joventut |
| España              | 5       | Jabones Pardo Fuenlabrada | Pamesa Valencia        |              |
| Italia              | 4       | Eurocellulari Roseto      | Generali Group Trieste |              |
| Italia              | 4       | Metis Varese              | Snaidero Udine         |              |
| Alemania            | 3       | Opel Skyliners            | RheinEnergie Cologne   | Telekom Bonn |
| Francia             | 3       | BCM Gravelines            | Cholet Basket          | Elan Chalon  |
| Bélgica             | 2       | BC Oostende               | Spirou Charleroi       |              |
| Eslovenia           | 2       | KK Pivovarna Lasko        | KRKA Novo Mesto        |              |
| Croacia             | 1       | KK Zadar                  |                        |              |
| Países Bajos        | 1       | Ricoh Astronauts          |                        |              |
| Rusia               | 1       | Ural Great Perm           |                        |              |
| Serbia y Montenegro | 1       | BC FMP ZELEZNIK           |                        |              |
| Turquía             | 1       | Darussafaka Istanbul      |                        |              |

## Fase de grupos
| Clasificados para la Fase Final | Eliminados |

|    | Equipo          | PJ | PG | PP | PF  | PC  | +/- |
| -- | --------------- | -- | -- | -- | --- | --- | --- |
| 1. | BCM Gravelines  | 10 | 7  | 3  | 851 | 796 | +55 |
| 2. | DKV Joventut    | 10 | 6  | 4  | 837 | 824 | +13 |
| 3. | Ural Great Perm | 10 | 5  | 5  | 877 | 824 | +53 |
| 4. | Snaidero Udine  | 10 | 5  | 5  | 823 | 805 | +18 |
| 5. | Telekom Bonn    | 10 | 4  | 6  | 786 | 845 | -59 |
| 6. | Jabones Pardo   | 10 | 3  | 7  | 809 | 889 | -80 |

|    | Equipo               | PJ | PG | PP | PF  | PC  | +/-  |
| -- | -------------------- | -- | -- | -- | --- | --- | ---- |
| 1. | BC FMP ZELEZNIK      | 10 | 9  | 1  | 796 | 669 | +127 |
| 2. | Pamesa Valencia      | 10 | 8  | 2  | 847 | 710 | +137 |
| 3. | Eurocellulari Roseto | 10 | 5  | 5  | 786 | 778 | +8   |
| 4. | KK Pivovarna Lasko   | 10 | 4  | 6  | 751 | 828 | -77  |
| 5. | Opel Skyliners       | 10 | 3  | 7  | 731 | 795 | -64  |
| 6. | BC Oostende          | 10 | 1  | 9  | 748 | 879 | -131 |

|    | Equipo                 | PJ | PG | PP | PF  | PC  | +/- |
| -- | ---------------------- | -- | -- | -- | --- | --- | --- |
| 1. | KRKA Novo Mesto        | 10 | 7  | 3  | 869 | 802 | +67 |
| 2. | Adecco Estudiantes     | 10 | 7  | 3  | 890 | 794 | +96 |
| 3. | RheinEnergie Cologne   | 10 | 6  | 4  | 814 | 811 | +3  |
| 4. | Generali Group Trieste | 10 | 4  | 6  | 806 | 849 | -43 |
| 5. | Elan Chalon            | 10 | 4  | 6  | 785 | 821 | -36 |
| 6. | Darussafaka Istanbul   | 10 | 2  | 8  | 779 | 866 | -87 |

|    | Equipo           | PJ | PG | PP | PF  | PC  | +/- |
| -- | ---------------- | -- | -- | -- | --- | --- | --- |
| 1. | Metis Varese     | 10 | 6  | 4  | 784 | 769 | +15 |
| 2. | Caprabo Lleida   | 10 | 6  | 4  | 838 | 794 | +44 |
| 3. | Spirou Charleroi | 10 | 6  | 4  | 780 | 764 | +16 |
| 4. | KK Zadar         | 10 | 5  | 5  | 794 | 828 | -34 |
| 5. | Cholet Basket    | 10 | 4  | 6  | 830 | 820 | 10  |
| 6. | Ricoh Astronauts | 10 | 3  | 7  | 761 | 812 | -51 |

## Fase Final
|  | Octavos de final     | Octavos de final | Octavos de final | Octavos de final |     |                 | Cuartos de final | Cuartos de final | Cuartos de final | Cuartos de final |  |              | Semifinales | Semifinales | Semifinales | Semifinales |                 |    | Finales | Finales | Finales | Finales |
|  |                      |                  |                  |                  |     |                 |                  |                  |                  |                  |  |              |             |             |             |             |                 |    |         |         |         |         |
|  | BC FMP ZELEZNIK      | 91               | 81               | 172              |     |                 |                  |                  |                  |                  |  |              |             |             |             |             |                 |    |         |         |         |         |
|  | Generali Group       | 73               | 86               | 159              |     |                 |                  |                  |                  |                  |  |              |             |             |             |             |                 |    |         |         |         |         |
|  | Generali Group       | 73               | 86               | 159              |     | BC FMP ZELEZNIK | 66               | 93               | 159              |                  |  |              |             |             |             |             |                 |    |         |         |         |         |
|  |                      |                  |                  |                  |     | BC FMP ZELEZNIK | 66               | 93               | 159              |                  |  |              |             |             |             |             |                 |    |         |         |         |         |
|  |                      | DKV Joventut     | 80               | 80               | 160 |                 |                  |                  |                  |                  |  |              |             |             |             |             |                 |    |         |         |         |         |
|  | Spirou Charleroi     | DKV Joventut     | 80               | 80               | 160 | 64              | 57               | 121              |                  |                  |  |              |             |             |             |             |                 |    |         |         |         |         |
|  | Spirou Charleroi     |                  |                  |                  |     | 64              | 57               | 121              |                  |                  |  |              |             |             |             |             |                 |    |         |         |         |         |
|  | DKV Joventut         | 56               | 73               | 129              |     |                 |                  |                  |                  |                  |  |              |             |             |             |             |                 |    |         |         |         |         |
|  | DKV Joventut         | 56               | 73               | 129              |     |                 |                  |                  |                  |                  |  | DKV Joventut | 82          | 66          | 148         |             |                 |    |         |         |         |         |
|  |                      |                  |                  |                  |     |                 |                  |                  |                  |                  |  | DKV Joventut | 82          | 66          | 148         |             |                 |    |         |         |         |         |
|  |                      | KRKA Novo Mesto  | 69               | 82               | 151 |                 |                  |                  |                  |                  |  |              |             |             |             |             |                 |    |         |         |         |         |
|  | KRKA Novo Mesto      | KRKA Novo Mesto  | 69               | 82               | 151 | 79              | 76               | 155              |                  |                  |  |              |             |             |             |             |                 |    |         |         |         |         |
|  | KRKA Novo Mesto      |                  |                  |                  |     | 79              | 76               | 155              |                  |                  |  |              |             |             |             |             |                 |    |         |         |         |         |
|  | KK Pivovarna Lasko   | 78               | 69               | 147              |     |                 |                  |                  |                  |                  |  |              |             |             |             |             |                 |    |         |         |         |         |
|  | KK Pivovarna Lasko   | 78               | 69               | 147              |     | KRKA Novo Mesto | 86               | 94               | 180              |                  |  |              |             |             |             |             |                 |    |         |         |         |         |
|  |                      |                  |                  |                  |     | KRKA Novo Mesto | 86               | 94               | 180              |                  |  |              |             |             |             |             |                 |    |         |         |         |         |
|  |                      | Caprabo Lleida   | 91               | 77               | 168 |                 |                  |                  |                  |                  |  |              |             |             |             |             |                 |    |         |         |         |         |
|  | Caprabo Lleida       | Caprabo Lleida   | 91               | 77               | 168 | 79              | 86               | 165              |                  |                  |  |              |             |             |             |             |                 |    |         |         |         |         |
|  | Caprabo Lleida       |                  |                  |                  |     | 79              | 86               | 165              |                  |                  |  |              |             |             |             |             |                 |    |         |         |         |         |
|  | Ural Great Perm      | 84               | 69               | 153              |     |                 |                  |                  |                  |                  |  |              |             |             |             |             |                 |    |         |         |         |         |
|  | Ural Great Perm      | 84               | 69               | 153              |     |                 |                  |                  |                  |                  |  |              |             |             |             |             | KRKA Novo Mesto | 78 | 76      | 154     |         |         |
|  |                      |                  |                  |                  |     |                 |                  |                  |                  |                  |  |              |             |             |             |             |                 | 78 | 76      | 154     |         |         |
|  |                      | Pamesa Valencia  | 90               | 78               | 168 |                 |                  |                  |                  |                  |  |              |             |             |             |             |                 |    |         |         |         |         |
|  | Estudiantes          | Pamesa Valencia  | 90               | 78               | 168 | 72              | 84               | 156              |                  |                  |  |              |             |             |             |             |                 |    |         |         |         |         |
|  | Estudiantes          |                  |                  |                  |     | 72              | 84               | 156              |                  |                  |  |              |             |             |             |             |                 |    |         |         |         |         |
|  | Eurocellulari Roseto | 80               | 68               | 148              |     |                 |                  |                  |                  |                  |  |              |             |             |             |             |                 |    |         |         |         |         |
|  | Eurocellulari Roseto | 80               | 68               | 148              |     | Estudiantes     | 77               | 101              | 178              |                  |  |              |             |             |             |             |                 |    |         |         |         |         |
|  |                      |                  |                  |                  |     | Estudiantes     | 77               | 101              | 178              |                  |  |              |             |             |             |             |                 |    |         |         |         |         |
|  |                      | Metis Varese     | 59               | 88               | 147 |                 |                  |                  |                  |                  |  |              |             |             |             |             |                 |    |         |         |         |         |
|  | Metis Varese         | Metis Varese     | 59               | 88               | 147 | 77              | 73               | 150              |                  |                  |  |              |             |             |             |             |                 |    |         |         |         |         |
|  | Metis Varese         |                  |                  |                  |     | 77              | 73               | 150              |                  |                  |  |              |             |             |             |             |                 |    |         |         |         |         |
|  | Snaidero Udine       | 83               | 59               | 142              |     |                 |                  |                  |                  |                  |  |              |             |             |             |             |                 |    |         |         |         |         |
|  | Snaidero Udine       | 83               | 59               | 142              |     |                 |                  |                  |                  |                  |  | Estudiantes  | 55          | 75          | 130         |             |                 |    |         |         |         |         |
|  |                      |                  |                  |                  |     |                 |                  |                  |                  |                  |  | Estudiantes  | 55          | 75          | 130         |             |                 |    |         |         |         |         |
|  |                      | Pamesa Valencia  | 68               | 68               | 136 |                 |                  |                  |                  |                  |  |              |             |             |             |             |                 |    |         |         |         |         |
|  | KK Zadar             | Pamesa Valencia  | 68               | 68               | 136 | 94              | 64               | 158              |                  |                  |  |              |             |             |             |             |                 |    |         |         |         |         |
|  | KK Zadar             |                  |                  |                  |     | 94              | 64               | 158              |                  |                  |  |              |             |             |             |             |                 |    |         |         |         |         |
|  | BCM Gravelines       | 71               | 78               | 149              |     |                 |                  |                  |                  |                  |  |              |             |             |             |             |                 |    |         |         |         |         |
|  | BCM Gravelines       | 71               | 78               | 149              |     | KK Zadar        | 84               | 93               | 177              |                  |  |              |             |             |             |             |                 |    |         |         |         |         |
|  |                      |                  |                  |                  |     | KK Zadar        | 84               | 93               | 177              |                  |  |              |             |             |             |             |                 |    |         |         |         |         |
|  |                      | Pamesa Valencia  | 105              | 80               | 185 |                 |                  |                  |                  |                  |  |              |             |             |             |             |                 |    |         |         |         |         |
|  | Pamesa Valencia      | Pamesa Valencia  | 105              | 80               | 185 | 76              | 93               | 169              |                  |                  |  |              |             |             |             |             |                 |    |         |         |         |         |
|  | Pamesa Valencia      |                  |                  |                  |     | 76              | 93               | 169              |                  |                  |  |              |             |             |             |             |                 |    |         |         |         |         |
|  | RheinEnergie         | 72               | 84               | 156              |     |                 |                  |                  |                  |                  |  |              |             |             |             |             |                 |    |         |         |         |         |

| Campeones de la Copa ULEB 2002-03 |
| --------------------------------- |
| Pamesa Valencia Primer título     |

## Galardones

### MVP de las Finales
| Pos. | Jugador         | Equipo          |
| ---- | --------------- | --------------- |
| P    | Dejan Tomašević | Pamesa Valencia |

| Predecesor: - | Copa ULEB 2002-03 | Sucesor: Copa ULEB 2003-04 |